# Nő rózsaszínben
A Nő rózsaszínben Chaim Soutine fehérorosz származású francia festő alkotása.

## Leírása
A festményt 1924 körül készítette Soutine. Méretei: 73 × 54,3 centiméter, kerettel 89,9 × 72,1 × 8,3 centiméter. Az alkotás a Saint Louis-i művészeti múzeum (Saint Louis Art Museum) gyűjteményének része. Az alkotás olajfestékkel készült vászonra.
A múzeum leírása szerint Chaim a modell alakját örvénylő vörös, korall és sárga tömeggé csavarta, akárcsak a karosszék aranyszínű karfáit, amelyek így követik a nő alakját. Soutine erőteljes, vad ecsetvonásai és a testek elgörbítése ellentétben áll a modell formális pózával és a portré kompozíciójával.
A kép sorsáról tudható, hogy 1950-től Oscar és Béatrice Miestchaninoff tulajdonában volt, 1968 és 1992 Samuel J. Levin és Audrey L. Levin gyűjteményének része lett. 1992-ben a Saint Louis Art Museum tulajdonába jutott Audrey L. Levin hagyatékából.